# Mater lectionis
Una mater lectionis (locució llatina que significa "mare de lectura", en hebreu אם קריאה) és una consonant d'un abjad (alfabet hebreu principalment) que s'empra per a transcriure vocals. En hebreu, les lletres que poden fer de matres lectionis són l'àlef א, la he ה, la vau ו i la iod י.

## Origen de l'expressió
L'ús d'aquesta locució s'atribueix generalment al gramàtic Agathius Guidacerius, referint-se al seu Peculium Agathi, tal com ho va fer el gramàtic Gilbertus Genebrardus. Tot i això, Guidacerius no parla de "mater lectionis" sinó de "matres, scilicet sermonis" (mares, ben entès de la parla).

## Descripció
La lectura de textos que usen un abjad com a sistema d'escriptura pot resultar difícil, puix que en un abjad només s'escriuen les consonants. Per aquest motiu s'empren matres lectionis: per a facilitar la lectura, tot i que les raons per les quals l'ús d'una determinada consonant indica la presència d'una determinada vocal apareixen relativament complexes. Poden ser de caràcter fonètic, etimològic o merament pràctic.

## Ús
Els casos més freqüents d'ús de matres lectionis són els de la vau  i la iod  per a les vocals [u]/[i] i [i]/[e] respectivament.
Exemples:
| Lletra | Nom  | Vocal (AFI) | Exemple[3] | Exemple[3] | Exemple[3]   |
| Lletra | Nom  | Vocal (AFI) | Hebreu     | AFI        | Català       |
| ------ | ---- | ----------- | ---------- | ---------- | ------------ |
| א      | Àlef | [a]         | פארן       | [paˈɾan]   | Paran (lloc) |
| א      | Àlef | [o]         | לא         | [lo]       | no           |
| ה      | He   | [a]         | מלכה       | [malˈka]   | reina        |
| ה      | He   | [e]         | שדה        | [saˈde]    | camp         |
| ו      | Vau  | [o]         | יואל       | [joˈʔel]   | Joel         |
| ו      | Vau  | [u]         | ברוך       | [baˈɾuχ]   | beneït       |
| י      | Iod  | [i]         | דויד       | [daˈvid]   | David        |
| י      | Iod  | [e]         | היכל       | [heˈχal]   | palau        |